# Nathan Bracken
Pour les articles homonymes, voir Bracken.
Nathan Wade Bracken est un joueur de cricket international australien né le 12 septembre 1977 à Penrith en Nouvelle-Galles du Sud. Ce lanceur rapide gaucher fait ses débuts avec l'équipe de Nouvelle-Galles du Sud en 1998 et dispute 116 matchs au format One-day International (ODI) avec l'équipe d'Australie entre 2001 et 2009 ainsi que cinq test-matchs entre 2003 et 2005. Il remporte deux fois la Coupe du monde avec l'Australie, en 2003 et 2007. Il met fin à sa carrière début 2011.

## Équipes
- Nouvelle-Galles du Sud
- Gloucestershire
- Worcestershire

## Récompenses individuelles
- Bradman Young Player of the Year de l'année 2001

## Palmarès
- Vainqueur de la Coupe du monde de cricket en 2003.
- Vainqueur de la Coupe du monde de cricket en 2007.

## Sélections
- 5 sélections en test cricket.
- 67 sélections en ODI.
- 3  sélections en Twenty20 International.